# Santanyí
Santanyí (in spagnolo Santañy) è un comune spagnolo di 12 664 abitanti situato nella comunità autonoma delle Baleari. Questo municipio è situato nella parte sud-est di Maiorca, dov'è possibile trovare i comuni di Santanyí, Calonge, s'Alqueria Blanca e Llombards, così come i distretti costieri di Cala Esmeralda, Cala d'Or, Marina de Cala d'Or, Portopetro, Cap d'Es Moro, Cala Figuera, Cala Santanyí, Cala Llombards e Cala de s'Almunia. Il comune offre molte spiagge popolari per la bellezza scenica.

## Geografia fisica
I punti più alti del municipio sono Puig Gros (271 metri) e Sa Penya Bosca (280 metri). Il municipio di Santañy include approssimativamente 53 km di costa dei quali 28 km sono urbanizzati o modificati dall'uomo e il resto, circa 30 km, è protetto dalla legislazione autonoma (LEN), nazionale (Legge 42/2007, sostituendo quella del 4/1989) o europea (Red Natura 2000). La linea della costa presenta molte calette a uso turistico e altre all'interno del Parque Natural de Mondragó. Il cabo de las Salinas è il punto più meridionale dell'isola di Maiorca.

## Economia

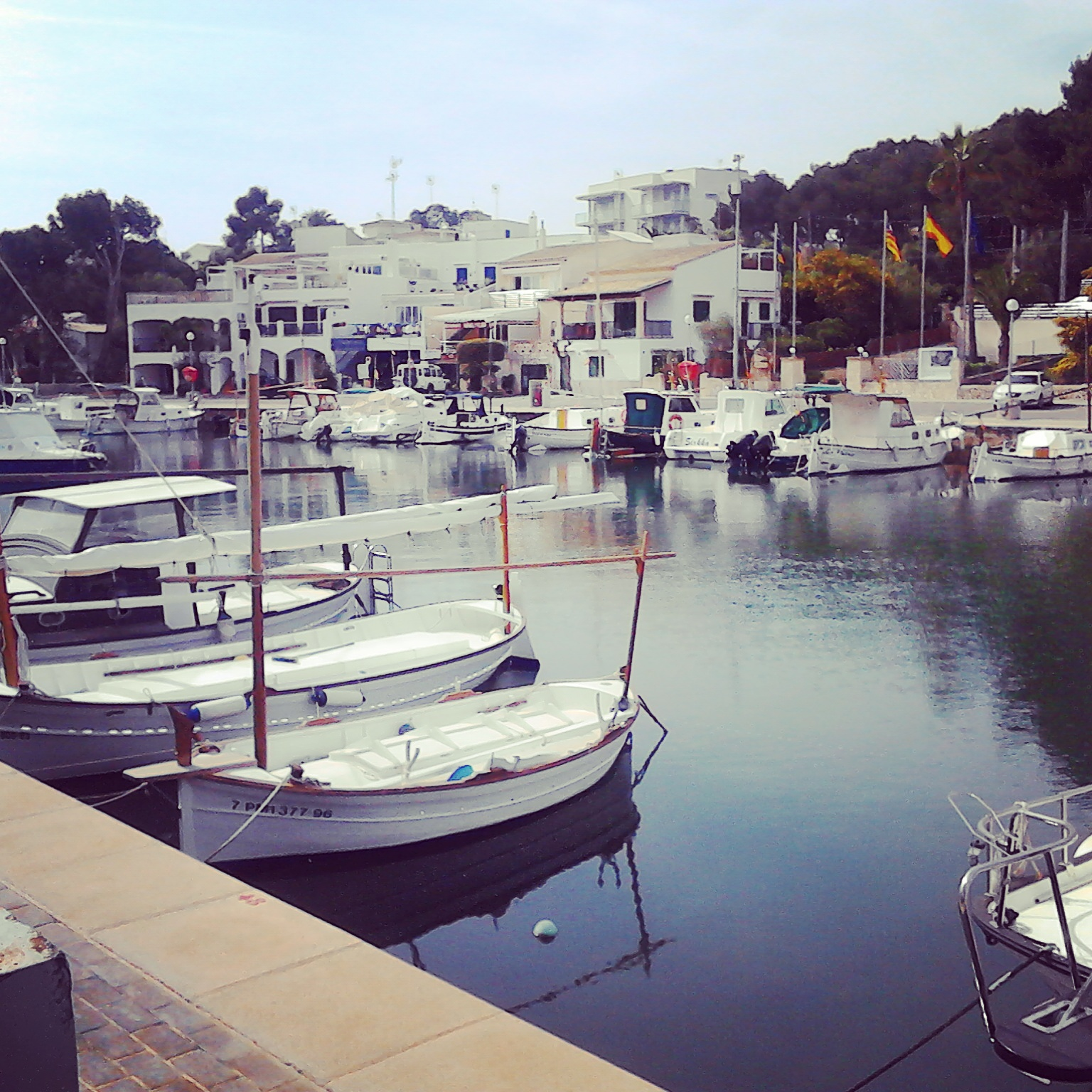
Il porto di Porto Petro

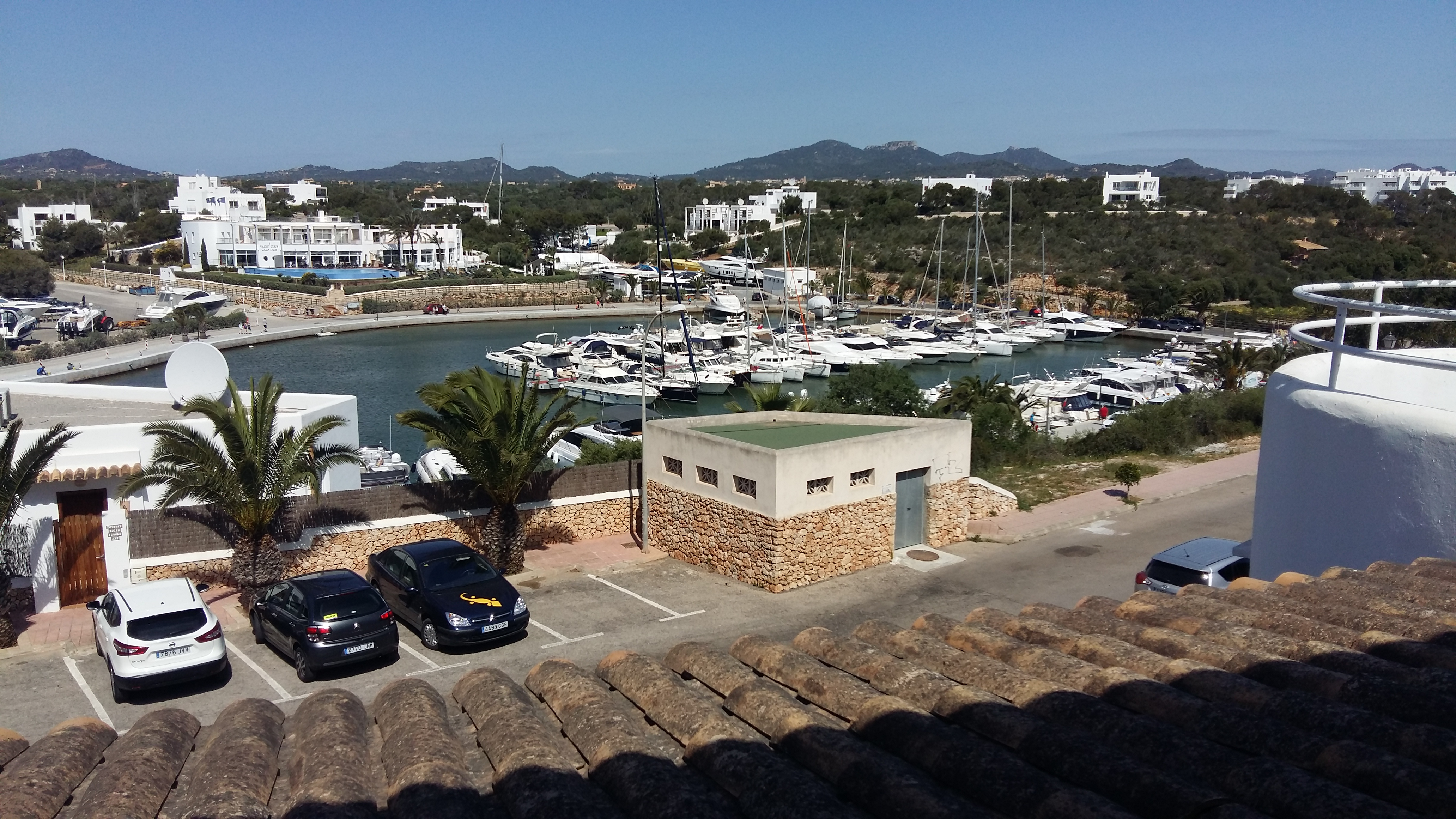
Il porto di Cala d'Or

Il municipio ha un'economia che si basa sul turismo: i siti più importanti sono Cala d'Or, Porto Petro e Cala Figuera. Inoltre è molto importante l'industria della pietra artigianale, famosa per la pietra di Santanyí, conosciuta per le sue proprietà isolanti, la sua porosità e la possibilità di lavorarla con facilità.

## Cultura
Santañy si è convertita ultimamente in un centro culturale importante di Maiorca, specialmente nel campo della pittura, della musica e della poesia, fino al punto che l'investigatore letterario Jaume Vidal Alcover, professore della Universidad de Tarragona, è arrivato a parlare della scuola poetica di Santañy, che influì su tutta la poesia dell'isola. Esponenti come Bernardo Vidal Tomás, Blas Bonet e Lorenzo Vidal sono tra gli scrittori più celebri. Altri personaggi importanti sono Miguel Pons Bonet, Antonia Vicens, Antonio Vidal Ferrando, Cosme Aguiló e Pablo Vadell.

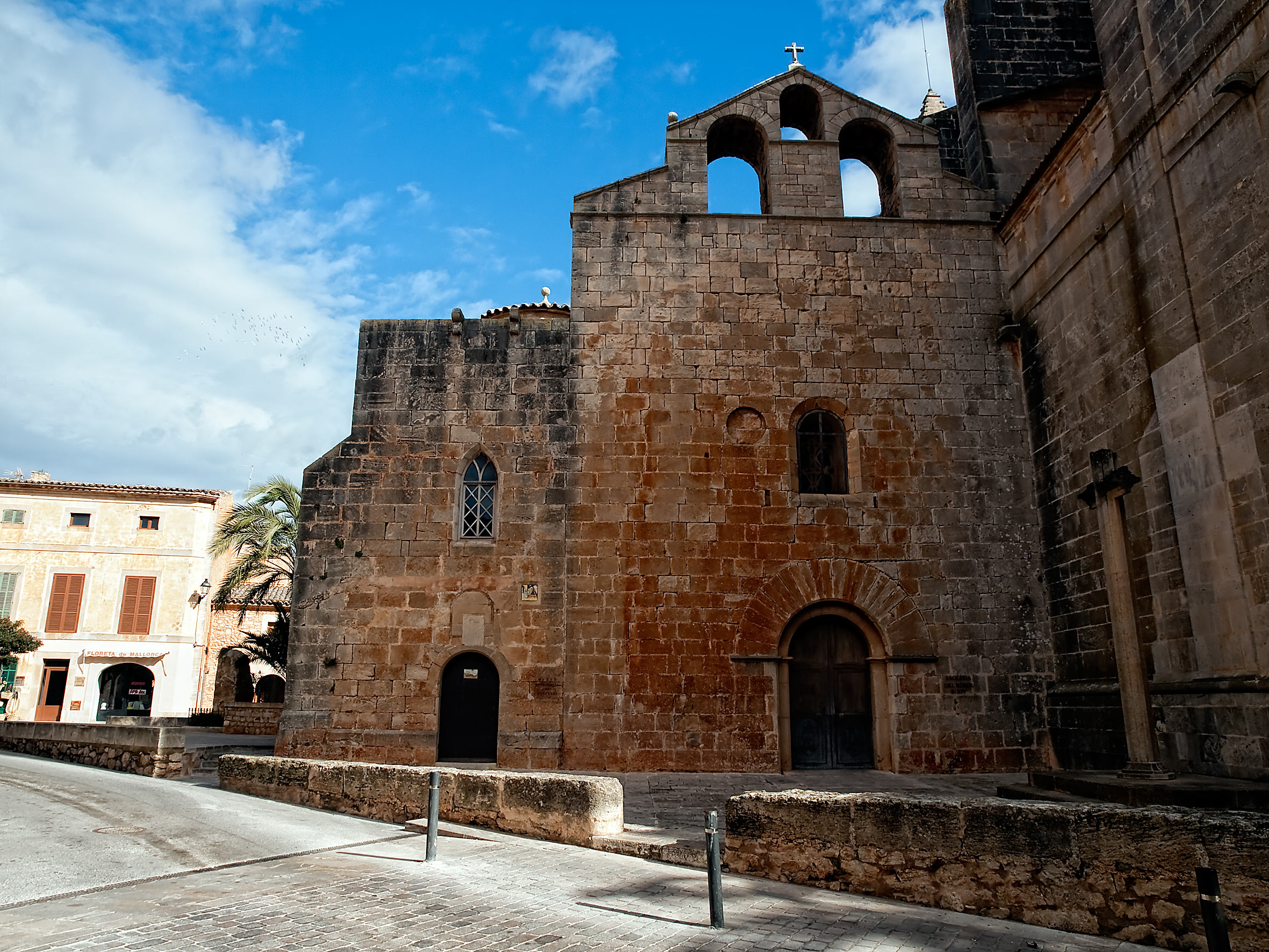